# Porto Lungo
Porto Lungo o anche Porto Longo (in croato Duga Luka) è un insediamento del comune di Albona, nella regione istriana, in Croazia.  Nel 2001, la località conta 20 abitanti.

## Società

### Evoluzione demografica
Evoluzione demografica della località di Portolungo secondo i seguenti anni: 
1880 = 76 ab.| 1890 = 75 ab.| 1900 = 74 ab.| 1910 = 65 ab.| 1948 = 32 ab.| 1953 = 43 ab.| 1961 = 30 ab.| 1971 = 21 ab.| 1981 = 18 ab.| 1991 = 18 ab.| 2001 = 20  ab.